# Enyalioides rubrigularis
Espèce
Enyalioides rubrigularis est une espèce de sauriens de la famille des Hoplocercidae.

## Répartition
Cette espèce est endémique de la province de Zamora-Chinchipe en Équateur.

## Publication originale
- Torres-Carvajal, de Queiroz & Etheridge, 2009 : A new species of iguanid lizard (Hoplocercinae, Enyalioides) from southern Ecuador with a key to eastern Ecuadorian Enyalioides. ZooKeys, vol. 27, p. 59–71 (texte intégral).